# 岬奈実
岬 奈実（みさき なみ、1975年11月13日 - ）は、日本の女性タレント。
神奈川県出身。身長158cm。血液型B型。

## 主な出演作品

### テレビドラマ
- ココだけの話 第5回『留守番電話』 - 裕美 役
- ビッグウイング
- ショムニ
- ワンダフルライフ

### CM
- 大塚製薬「ファイブミニ」
- 大阪ガス
- ドワンゴ

### ゲーム
- SIREN2 - 喜代田章子 役